# Alakbar Mammadov
Alakbar Mammadov (Azerbeidzjaans: Ələkbər Məmmədov, Russisch: Алекпер Мамедов) (Bakoe, 9 mei 1930 – aldaar, 28 juli 2014) was een voetballer en trainer van Azerbeidzjaanse origine die uitkwam voor de Sovjet-Unie. Zijn hele carrière was hij bekend onder zijn Russische naam Alekper Mamedov.

## Biografie
Mamedov begon zijn carrière bij Neftjanik Bakoe, het huidige Neftçi. Met zijn team kon hij de promotie afdwingen naar de hoogste klasse, waar de club twee seizoenen speelde. In 1954 ging hij voor topclub Dinamo Moskou spelen. Met deze club won hij vier keer de landstitel en in 1957 zorgde hij met een doelpunt zelfs voor de titel in de wedstrijd tegen Spartak Moskou, waardoor Dinamo vijf speeldagen voor het einde al 's lands beste was. Hij speelde ook in enkele internationale wedstrijden voor de club, in 1955 scoorde hij in San Siro voor 100.000 toeschouwers tegen AC Milan en in 1956 voor 90.000 toeschouwers in Moskou tegen het Braziliaanse Vasco da Gama. In 1960 keerde hij terug naar Neftjanik, dat toen terug in de hoogste klasse uitkwam.
Na zijn spelerscarrière trainde hij Neftsji twee keer. In 1992 werd hij de allereerste Azerbeidzjaanse bondscoach. Op 25 mei 1993 won hij als trainer de eerste wedstrijd met zijn land tegen buurland Georgië.